# Marmota caudata
A Marmota caudata é uma espécie de marmota da família Sciuridae.  Ocorre em regiões montanhosas nas partes centrais da Ásia, onde vive em habitats abertos ou levemente arborizados, geralmente entre rochas onde crescem zimbros anões .  Na lista vermelha da IUCN está como menos preocupante.  Como sugerido por seu nome, é uma espécie de marmota de cauda relativamente longa. 
Os seus habitats naturais são: montanhas dos Alpes.
Está ameaçada por perda de habitat.

## Descrição
A marmota de cauda longa é um roedor grande e robusto que pesa até 9 kg (20 lb).  Sua faixa de peso típica é de 1,5 a 7,3 kg (3,3-16,1 lb), com os pesos mais baixos na primavera logo após a hibernação e os pesos mais altos no outono, pouco antes da hibernação, onde mais de um quarto de sua massa pode ser gordo. Os machos são ligeiramente maiores que as fêmeas. O comprimento da cabeça e do corpo é de 37–80 cm (15–31 pol.) E a cauda tem cerca de 16–28 cm (6,3–11,0 pol.) De comprimento. A cauda tem 37–55% do comprimento da cabeça e do corpo. Isso é consideravelmente mais longo do que o típico de outras marmotas, embora os indivíduos de cauda proporcionalmente mais longa das  Marmotas baibacina  e alpinas ( M. marmota) são comparáveis aos indivíduos de cauda mais curta da Marmotas caudata.  Os olhos estão próximos ao topo da cabeça um tanto achatada, as orelhas são pequenas e o pescoço é curto. As pernas dianteiras são mais longas que as traseiras. 
Várias subespécies foram descritas para a marmota de cauda longa, mas apenas três são geralmente reconhecidas: M. c. caudata , M. c. aurea e M. c. dichrous . O último ocasionalmente foi considerado uma espécie separada.  Eles diferem em cores e algumas medidas, com M. c. caudata em média maior do que os outros. M. c. aurea , a subespécie encontrada na maior parte de sua distribuição, é relativamente brilhante de amarelo-dourado ou laranja-amarelado em geral. Sua face é acastanhada e o topo de sua cabeça é tipicamente marrom a preto, mas em pequenas partes de sua gama é da mesma cor que seu dorso. A ponta da cauda geralmente é preta. M. c. caudata também tem a face marrom, e seus flancos e plumas são amarelados, mas a parte superior posterior de sua cabeça e o meio das costas são pretos, enquanto a cauda é preta ou mista amarelada e preta. M. c. dichrous é preto-marrom abaixo, mas esta subespécie é dimórfica na cor de suas partes superiores: eles são marrom-escuro a marrom opaco em animais escuros e marrom claro a creme em animais claros.

## Distribuição e habitat

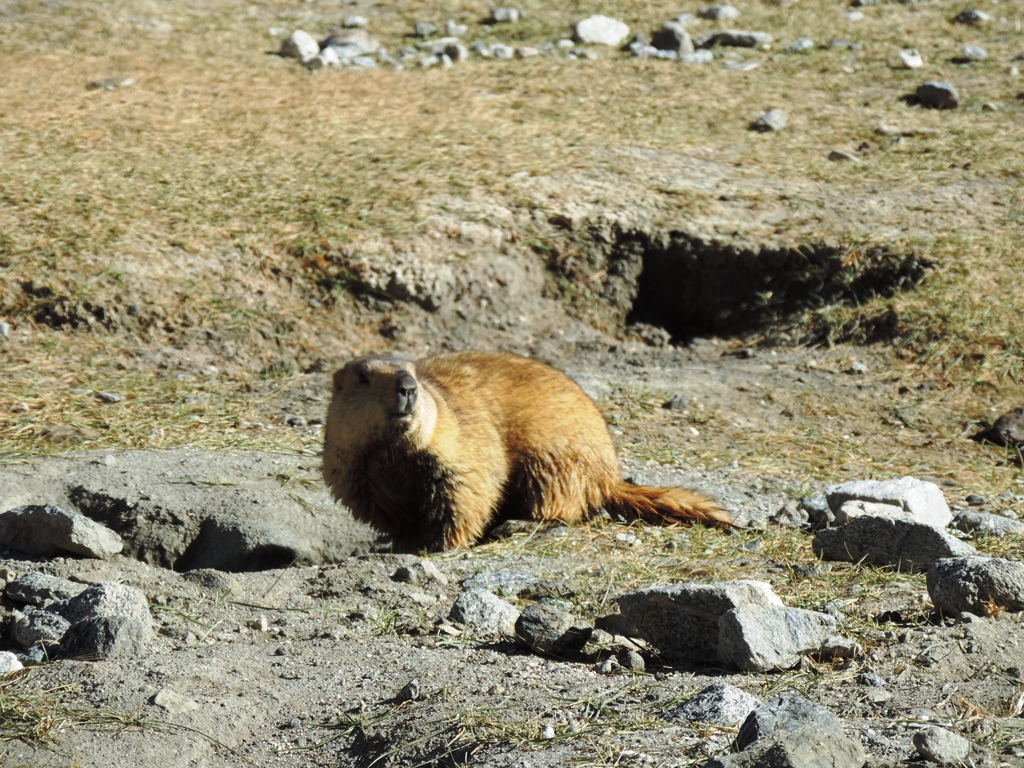

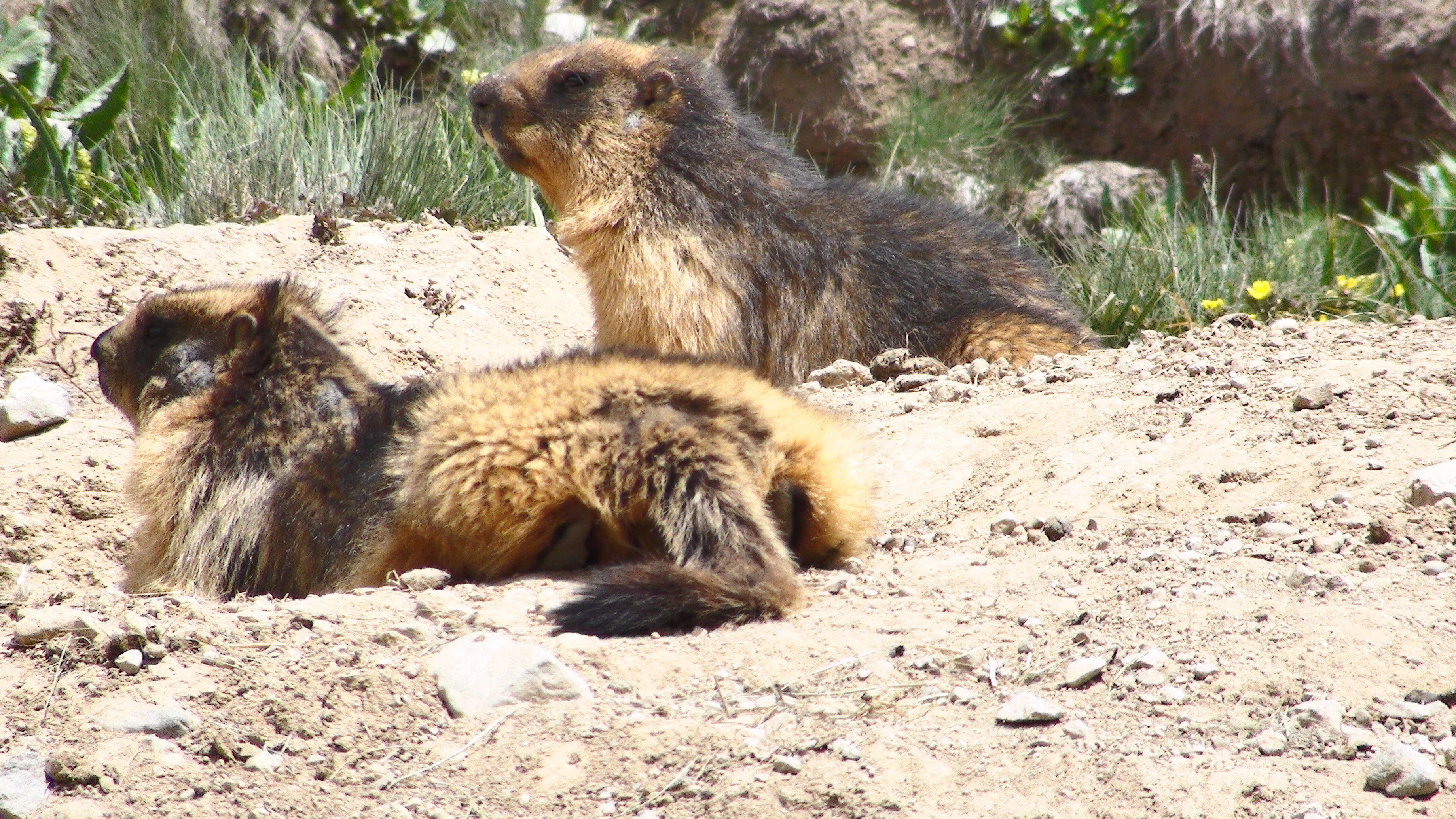
Duas de suas subespécies Acima: M. c. aurea em Ladakh, Índia Abaixo: M. c. caudata no Parque Nacional Deosai, Paquistão

A marmota de cauda longa está restrita ao Afeganistão , Quirguistão , Tadjiquistão , extremo sul do Cazaquistão (onde rara), Uzbequistão , norte do Paquistão , noroeste da Índia e oeste da China .  Na China, só foi registrado nas montanhas Tian Shan de Xinjiang .  Outras cadeias de montanhas onde ocorre são Pamir , Alay , Hindukush , Kunlun-Shan , Karakoram e noroeste do Himalaia .  Embora sua distribuição entre em contato com as das marmotas Menzbier ( M. menzbieri ), cinza ( M. baibacina ) e do Himalaia ( M. himalayana ), elas não são conhecidas por hibridizarem . 
Entre suas três subespécies, M. c. aurea é amplamente distribuída e encontrada em todos os países onde a espécie ocorre, apenas estando ausente nas regiões habitadas pelas duas subespécies restantes. M. c. caudata é de áreas ao sul de Chitral no Paquistão e partes adjacentes da Índia, e M. c. dichrous é das terras altas perto de Cabul e Ghazni, no Afeganistão. 
No geral, a marmota de cauda longa tem uma faixa de altitude muito ampla, ocorrendo de 600 a 5.200 m (2.000-17.100 pés), mas isso varia amplamente dependendo de cada cordilheira com o limite superior essencialmente restrito pela localização da linha de neve permanente. Os únicos países onde foi registrado abaixo de 2.000 m (6.600 pés) são Quirguistão e Tajiquistão, mas em ambos os lugares também ocorre muito mais alto. É mais tolerante com a aridez do que a marmota de Menzbier intimamente aparentada e a marmota cinza mais distante, e onde suas distribuições se aproximam, a marmota de cauda longa tende a ocupar habitats mais secos. Além disso, onde sua distribuição se aproxima da da marmota de Menzbier, a cauda longa ocorre em altitudes mais baixas de 1.300 a 2.200 m (4.300-7.200 pés). A marmota de cauda longa ocorre em uma ampla gama de habitats abertos ou levemente arborizados, incluindo prados alpinos , contrafortes de estepes montanhosas , semidesertos, matagais e bosques abertos (normalmente com zimbros com não mais de 4 m de altura), especialmente em áreas rochosas.  No entanto, evita locais com solos salinos.